# Bukowiec Wielki (województwo warmińsko-mazurskie)
Bukowiec Wielki – osada w Polsce położona w województwie warmińsko-mazurskim, w powiecie nidzickim, w gminie Janowiec Kościelny.
W latach 1975–1998 miejscowość administracyjnie należała do województwa olsztyńskiego.
Zobacz też
- Bukowiec Wielki
- Bukowiec